# Acantharachne cornuta
Acantharachne cornuta là một loài nhện trong họ Araneidae.
Loài này thuộc chi Acantharachne. Acantharachne cornuta được Albert Tullgren miêu tả năm 1910.